# 藤本光悦
藤本 光悦（ふじもと こうえつ、1959年 - ）は日本の牧師。

## 経歴
少年時代は非行に走るが、1977年に回心して、キリスト教に入信する、同時に召命を受けて、1980年仙台バプテスト神学校に入学する。神学を修めて、1984年に卒業する。卒業後に神学校校長(当時)のジョン・ マクダニエルの開拓伝道に協力する。
仙台市若林区に仙台ラブリ聖書教会を設立する。「ラブリ」はフランス語で「避難所」の意味である。1986年に更なる神学の研鑽の必要を覚えて、共立基督教研究所で日本を代表する神学者である宇田進に師事する。1990年卒業して、宣教学修士号を取得する。修士号論文研究の中で、弟子訓練の必要を知る。仙台ラブリ聖書教会は、最初保守バプテスト同盟に所属していたが、離脱して単立教会になる。
1995年(平成7年)に、宇田進らによっていのちのことば社で出版された実用聖書注解の執筆者の一人になり、聖書学者としても知られる。
1991年(平成3年)弟子訓練の方法論を知り、サラン教会の弟子訓練セミナーで弟子訓練のための牧師になることを決意する。弟子訓練の実践のために、1995年に、弟子訓練神学校を設立し、さらに、1998年にこどもミッションを設立して、子供の訓練の活動を精力的に行う。現在、日本では弟子訓練の牧師の中では知られた存在になる。
2010年(平成22年)仙台ラブリ聖書教会牧師を辞任。
2024年6月　牧師引退

## 著書
- 『救われたということ』いのちのことば社、1993年
- 『実用聖書注解』「ユダの手紙」いのちのことば社、1995年
- 『子どもディボーション』小牧者出版、1996年
- 『こどもディボーションノート』、こどもミッション、2000年
- 『act! マルコの福音書』-「生徒用/指導者用」、こどもミッション、2002年
- 『こども聖書勉強』こどもミッション、2002年
- 『聖徒たちを整えよ!』(弟子訓練神学校、2004年